# Buriki
Buriki (ブリキ?) es un ilustrador japonés. Es conocido por haber ilustrado las novelas ligeras Boku wa Tomodachi ga Sukunai, Denpa Onna to Seishun Otoko y Ore wo Suki nano wa Omae dake ka yo. Su trabajo es diverso, pues abarca desde ilustraciones para novelas visuales hasta portadas de CD. 
Además, se ha encargado del diseño de personajes tanto de series de anime como de manga; entre sus más recientes trabajos se encuentra  Nagi no Asukara, el cual está siendo producido por el estudio P.A. Works.

## Trabajos
- Boku wa Tomodachi ga Sukunai — ilustración; diseño de personajes de la versión anime, manga y animaciones originales.
- Denpa Onna to Seishun Otoko
- Puella Magi Madoka Magica
- Nagi no Asukara
- Ore no Imouto (2013)
- Togare No Ou
- Sword Art Online
- Ore wo Suki nano wa Omae dake ka yo — ilustración; diseño de personajes de la versión de novelas ligeras y anime